# Lee Sung-gang
Lee Sung-gang (nascut el 25 d'octubre de 1962) és un director de cinema i guionista de Corea del Sud. És reconegut pel lirisme de les seves pel·lícules d'animació, les més conegudes de les quals són My Beautiful Girl, Mari (2002) i Yobi, the Five Tailed Fox (2007).

## Carrera
Lee Sung-gang va ingressar a la Universitat de Yonsei el 1981 i es va graduar en Psicologia a la Universitat de Yonsei el 1991. Originalment, Lee va formar part d'un col·lectiu d'art Minjung anomenat Ganeunpae ({{lang-ko|가는패} }) a la dècada de 1980. Va començar la seva carrera com a animador l'any 1995 amb el grup d'animació coreà Dal dirigint nombrosos curtmetratges animats com ara Soul, Lovers, Umbrella i Ashes in the Thicket. Va debutar com a director d'animació amb My Beautiful Girl, Mari el 2002. Per al seu esforç de segon any, va dirigir el llargmetratge en imatge real Texture of Skin el 2005 (que va rebre una estrena en cinemes el 2007). Va tornar a l'animació el 2007, amb Yobi, the Five Tailed Fox.
Lee va ser guardonat al 26è Festival Internacional de Cinema d'Animació d'Annecy (Gran Premi, Millor Llargmetratge) el 2002, Animafest Zagreb (Premi Especial) el 2004 i Festival Internacional de Cinema Infantil de Chicago (Premi Certificat d'Excel·lència) l'any 2005.

## Filmografia
- Princess Aya (프린세스 아야) (2019)
- Kai (카이: 거울 호수의 전설) (2016)
- Aksim (악심) (2014) (director)
- A Monster in the Reservoir (저수지의 괴물) (2012) (director, escriptor, director de fotografia, editor, productor)
- The House (집 (2010년 영화)  (2010) (productor)
- A Day of Water Giant (2008) (director)
- Yobi, the Five Tailed Fox (2007) (director, guionista)
- If You Were Me: Anima Vision "Bicycle Trip" (2005) (director, guionista, editor)
- Texture of Skin (살결) (2005) (director, guionista)
- O-nu-ri (2004) (director, guionista)
- My Beautiful Girl, Mari (2002) (director, guionista)
- Room of Sound  (2000)
- Record of April 23  (2000) (director, guionista)
- Ashes in the Thicket (덤불 속의 재) (1999) (director, guionista)
- Ocean (1998) (director, editor, so)
- Umbrella (우산) (1997) (director, guionista, sound)
- 낫 (1997) (director)
- Thief  (1997) (director)
- Lovers (연인) (1996) (director, guionista, sound)
- Soul (넋) (1995) (director, guionista)
- Torso (1995) (director)
- Du Gaeui Bang (Room for Two) (1995) (director, guionista)